# Tanacetum umbelliferarum
Tanacetum umbelliferarum là một loài thực vật có hoa trong họ Cúc. Loài này được Boiss. miêu tả khoa học đầu tiên.